# Lucio Mario Massimo Perpetuo Aureliano
Lucio Mario Massimo Perpetuo Aureliano, più semplicemente noto come Mario Massimo (in latino Lucius Marius Maximus Perpetuus Aurelianus; 158/160 circa – 230), è stato uno storico, senatore e militare romano dell'Impero.

## Biografia
È quasi universalmente accettato che lo storico Mario Massimo sia da identificare con uno dei più influenti senatori dell'epoca della dinastia severiana, Lucio Mario Massimo Perpetuo Aureliano, due volte console e praefectus urbi.
La sua famiglia era originaria dell'Africa, così come Settimio Severo, e non era di origine senatoriale, ma appartenente all'ordine equestre; il padre di Mario Massimo, Lucio Mario Perpetuo, fu procuratore in Gallia Lugdunense e Aquitania, ma evidentemente riuscì a far entrare il figlio nell'ordine senatoriale, come un homo novus.
Mario Massimo nacque probabilmente nel 158/160 e divenne senatore sotto l'imperatore Commodo (180-192). Nel 193, quando il suo conterraneo Settimio Severo prese il potere, Mario Massimo era legatus legionis della Legio I Italica, di stanza sul basso Danubio, in Mesia Inferiore; in tale occasione fu coinvolto nello scontro tra Severo e un altro pretendente al trono, Pescennio Nigro, contro il quale combatté in battaglia di fronte a Bisanzio. Nel 197 combatté al fianco di Severo nella Battaglia di Lugdunum, in cui venne sconfitto il pretendente Clodio Albino; in seguito venne nominato governatore della Gallia Belgica. Fu probabilmente nel 199 che venne onorato con il consolato suffetto.
Fu governatore della Germania Inferiore e poi, nel 208, della Coele-Syria; alcuni anni dopo divenne il primo ex-console a tenere in successione il proconsolato di Asia e Africa: questo onore è probabilmente indizio del favore goduto presso l'imperatore Caracalla. Nel 217 Mario divenne praefectus urbi sotto il nuovo imperatore, Macrino. Divenne console per la seconda volta nel 223.
Suo figlio Lucio Mario Massimo fu console nel 232.

## Opere
Scrisse una serie di biografie di dodici imperatori, andata perduta, da Nerva ad Eliogabalo, continuando il lavoro di Svetonio; la sua opera era ancora letta nel IV secolo e fu utilizzata come fonte dagli storici dell'epoca, in particolare dagli autori della Historia Augusta. La natura e l'affidabilità dell'opera di Mario Massimo, così come l'ampiezza della sua influenza sull'Historia, sono questioni ancora disputate tra gli studiosi.
Non è noto con certezza quando Mario abbia scritto la propria opera, ma è probabile che ciò sia avvenuto verso la fine della sua carriera.
Caesares, questo apparentemente il titolo dell'opera, era nelle intenzioni del suo autore una continuazione della De vita XII Caesarum ("Vita dei dodici Cesari") di Gaio Svetonio Tranquillo, in quanto copriva i regni dei dodici imperatori successivi a quelli descritti da Svetonio, da Nerva ad Eliogabalo. Sebbene fosse stato un testimone diretto di sette di questi regni — e per di più da una posizione privilegiata —, Massimo non adottò lo stile del suo contemporaneo e collega Cassio Dione Cocceiano, ma preferì un racconto ricco di aneddoti e, quasi certamente, frivolo. L'intenzione di Mario sembra quella di seguire e superare Svetonio nella presentazione di pettegolezzi, commenti cinici, aneddoti scandalosi, particolari piccanti della vita privata degli imperatori. Mario Massimo inserì nella sua opera brani di lettere, editti senatoriali e altri documenti pubblici, ma sembra che ne abbia inventati parecchi — una pratica seguita molto volentieri dall'autore della Historia Augusta.
I suoi scritti vennero criticati negativamente da Ammiano Marcellino e da Sofronio Eusebio Girolamo, oltre che dall'anonimo autore della Historia Augusta, che però lo cita direttamente almeno 26 volte e probabilmente altrove in maniera indiretta. Malgrado le sue pecche, l'opera di Mario Massimo doveva avere i suoi indubbi pregi, fornendo una messe di informazioni non altrimenti disponibile: la narrazione dell'assassinio di Eliogabalo contenuta nella Historia Augusta, ben narrata e infarcita di dettagli circostanziati molto verosimili, pare sia stata derivata dall'opera di Massimo.